# Carl Albert Weber
Carl Albert Weber (Spandau, 13 gennaio 1856 – Brema, 11 settembre 1931) è stato un botanico tedesco.

## Biografia
Studiò sotto la guida di Alexander Braun presso l'Università di Berlino e con Julius von Sachs a Würzburg. Dopo aver ricevuto il dottorato nel 1879, lavorò come assistente sotto Anton de Bary presso l'Università di Strasburgo. Dal 1884 al 1894 insegnò presso l'istituto agricolo di Hohenwestedt. Nel 1909 ottenne il titolo di professore.
In pensione rimase attivo facendo della ricerca sulle torbiere.

## Opere principali
- Ueber specifische Assimilationsenergie, 1879
- Leitfaden für den Unterricht in der Physik an Ackerbauschulen und landwirtschaftlichen Winterschulen, 1898
- Über die vegetation und entstehung des hochmoors von Augstumal, 1902
- Erläuterung zu den profilen eines nieder- und hochmoores mit ihrer ursprünglichen torfbildenden vegetation, 1908
- Wiesen und weiden in den Weichselmarschen, 1909
- Der Aufbau, die Flora und das Alter des Tonlagers von Rabutz, 1920
- "C.A. Weber and the raised bog of Augstumal" (in inglese, 2002).[2]